# ابراهیم بن هلال سجلماسی
ابراهیم بن هلال سجلماسی با کُنیهٔ ابواسحاق (۱۴۱۴ – ۱۴۹۷) (نسب: ابراهیم بن هلال بن علی، صنهاجی فِلالی سجلسماسی) فقیه مالکی مراکشی در سدهٔ نهم هجری/پانزدهم میلادی بود. مفتی سجلسماسه و بالاترین عالِم روزگار خویش در سرزمین مغربی شمرده می‌شد. النوازل در دو جزء، الدر النثیر علی أجوبة إبی‌الحسن الصغیر، الأجوبة، شرح البخاری، شرح مختصر خلیل، اختصار الدیباج المذهب لابن فرحون از آثار اوست.